# Красногорівка (станція)
Красного́рівка — вантажно-пасажирська залізнична станція Лиманської дирекції Донецької залізниці (з грудня 2014 року мала приєднатися до Придніпровської залізниці) на лінії Рутченкове — Покровськ між станціями Рутченкове (16 км) та Роя (15 км). Розташована в місті Красногорівка Покровського району Донецької області.
Через військову агресію Росії на сході України транспортне сполучення припинене.

## Історія
За часи існування проєктів залізниці напрямку Рутченкове — Гришине (Покровськ), цей роздільний пункт мав декілька найменувань: Кристал, Максимилянівка, Красна Горка, Красногорівський і, власне, Красногорівка. Перша назва пов'язана із наявністю в цих місцях заводу шамотної цегли франко-російського Красногорівського товариства, друга — із великим селом на захід від станції. Третя — із найближчим населеним пунктом на північ від полустанку. Воно, урешті-решт, і стало остаточно затвердженим.
Історія станції Красногорівка починається з 1911 року, коли франко-руське Красногорівське товариство побудувало ширококолійну під'їзну колію від станції Рутченкове до села Красна Горка, в районі якого знаходився їх завод цегли. Фактично, було відновлено більшу частину колишньої Рутченківсько-Курахівської залізниці французького гірничопромислового товариства на півдні Росії, демонтованої після 1882 року. Тоді ж дебатувалося питання про подовження колії до району Курахівки, тобто повне відновлення старої залізниці. У 1912 році дану під'їзну колію мали наміри використати представники проєкту Рудникової залізниці, подовживши її не лише до Курахівки, але й до Гришиного і Лозової. У 1913 році напрямок Рутченкове — Гришине ледве не опинився у власності спочатку товариства залізничних колій, а потім — товариства Північно-Донецької залізниці, доки остаточно не був закріплений за казенною Катерининською залізницею.

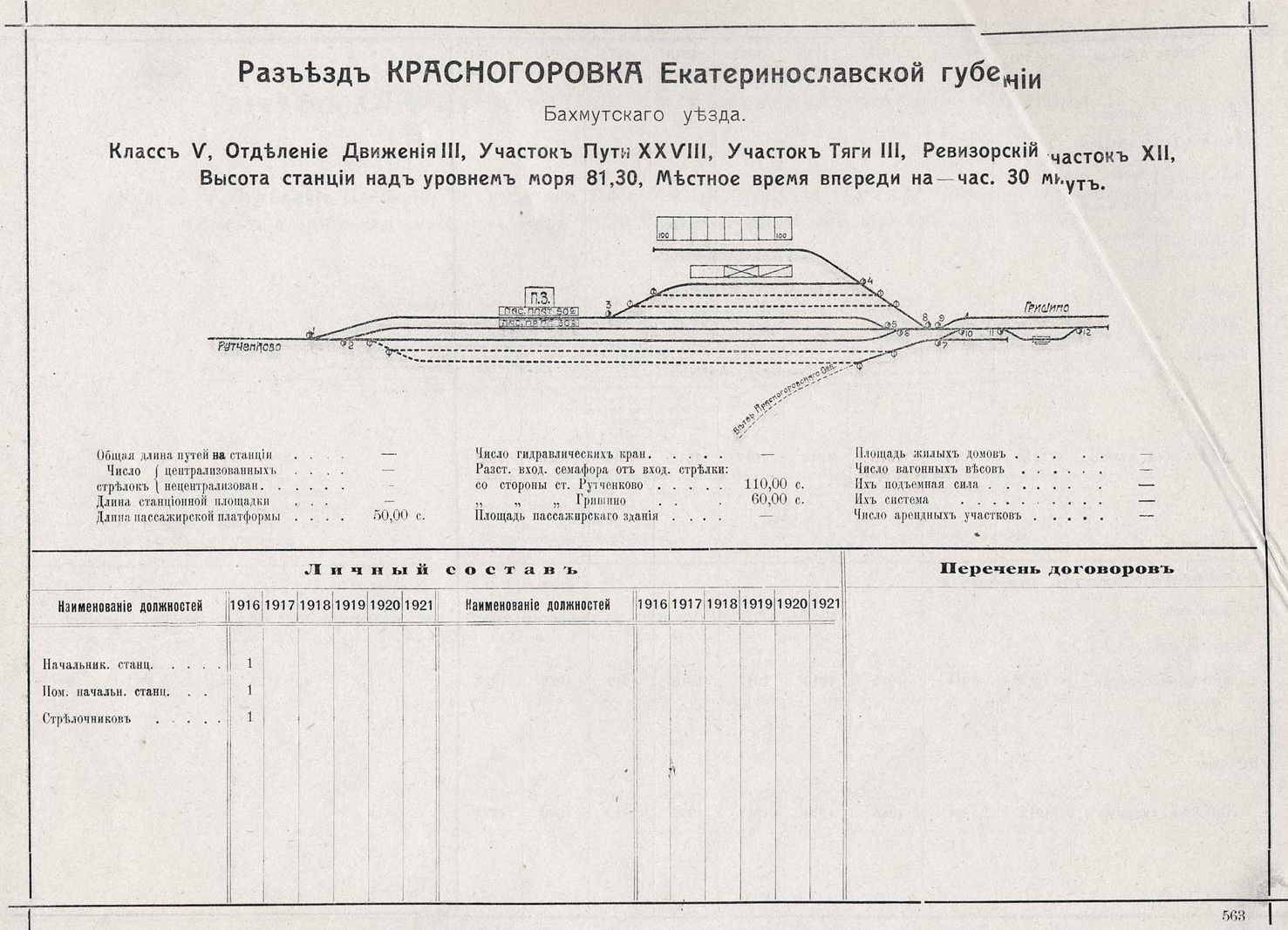
Колійний розвиток станції Красногорівка станом на 1917 рік
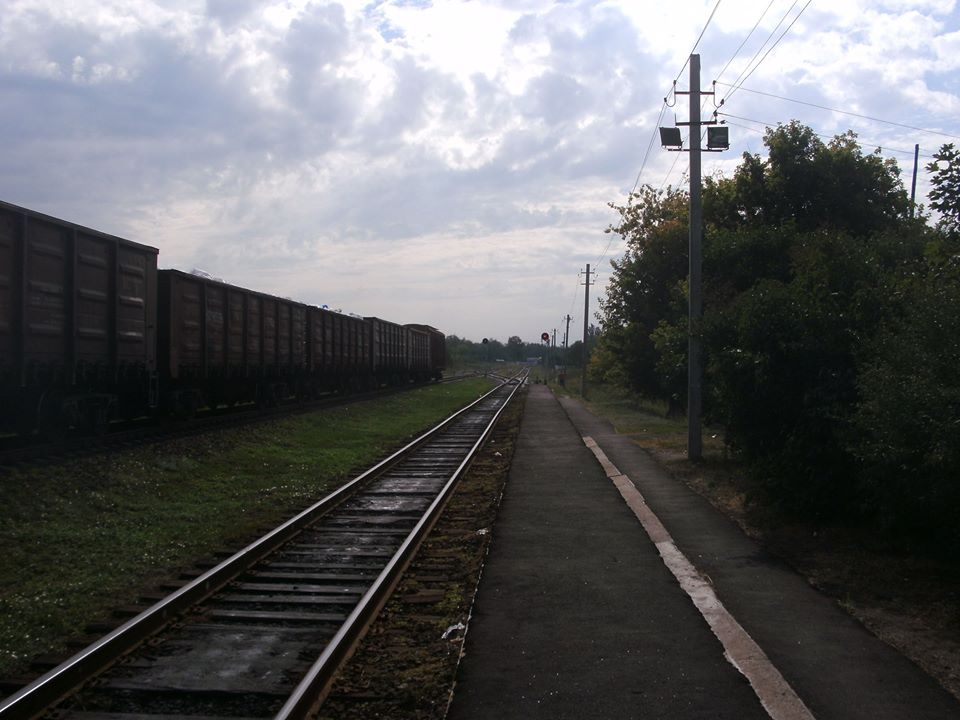
Вигляд з перону у напрямку станції Рутченкове
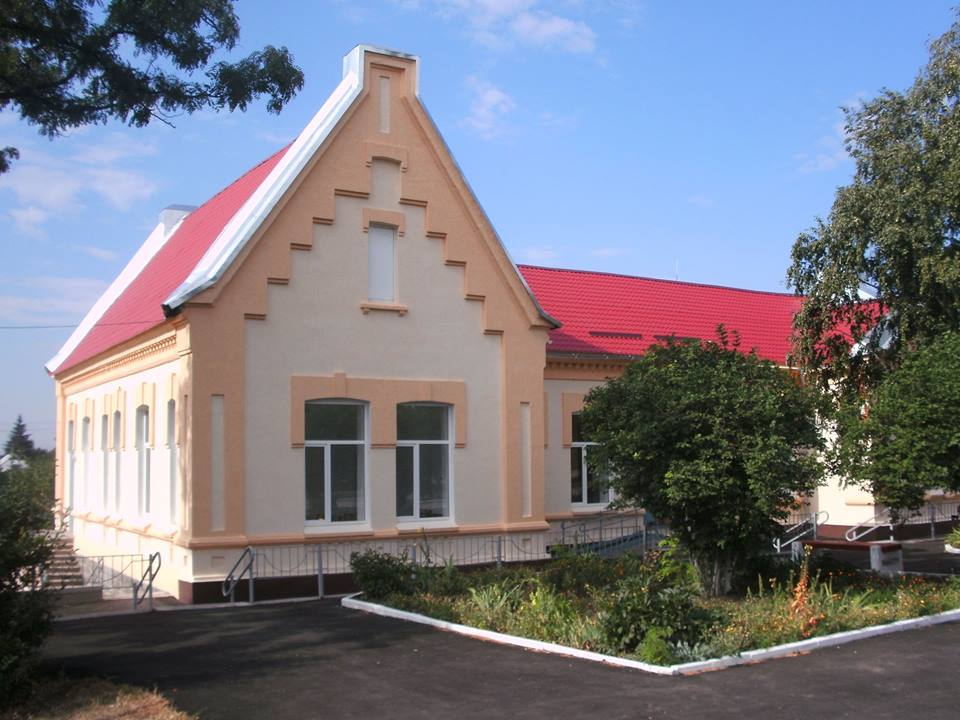
Вокзал станції Красногорівка

Будівництво залізниці Рутченкове — Гришине (Покровськ) розпочалося у 1914 році. Щодо ділянки Рутченкове — Красногорівка, її було приведено у відповідність із вимогами до залізниць загального користування, і окремою угодою із Красногорівським товариством — передано Катерининській залізниці. Тимчасово вантажний і пасажирський рух ділянкою залізниці Рутченкове — Красногорівка — Роя було відкрито у листопаді 1915 року, постійний — з січня 1917 року. У травні 1917 року залізницею пройшов перший пасажирський потяг. Тоді станція Красногорівка мала 8 колій, з них 3 — тупикові. У перспективі мали укласти ще 4 колії. Поруч із вокзальною будівлею були обладнані перон протяжністю 50 сажнів, а також проміжна пасажирська платформа протяжністю 30 сажнів. Для вантажної роботи були зведені пакгауз, крита й відкрита товарні платформи, орендні ділянки під склади вантажів, вагонні ваги. Від станції до заводу шамотної цегли була обладнання гілка Красногорівського товариства протяжністю 2 версти. Штат станційних працівників складався з начальника станції, його помічника і стрілочника.
У перші роки більшовицької влади станція Красногорівка стала лідером з вантажообігу серед станцій ділянки Рутченкове — Гришине (Покровськ). У 1923 році станція відправила 4,3 тис. т і прийняла 15,1 тис. т різних вантажів. За останні 3 місяці 1924 року відправлення вантажів по Красногорівці склало 2,2 тис. т, прибуття — 9,2 тис. т. Наприклад, у 1924—1925 господарчих роках станція Красногорівка прийняла 49 т солі. Станом на 1926—1927 господарчі роки, станція Красногорівка прийняла 63,4 тис. т, а відправила 51,3 тис. т різних вантажів. Найголовніший споживач і відправник станції — Красногорівський вогнетривкий завод (відкритий 1899 року), колишній згаданий вище завод шамотної цегли «Кристал» франко-руського Красногорівського товариства (голова — Г. Де'Жирак). З початку 1920-х років завод носив ім'я В. І. Леніна. До заводу від станції Красногорівка була прокладена окрема гілка, і подача вагонів під навантаження на завод і видача навантажених вагонів на станцію здійснювалася заводським паровозом. В середньому завод вантажив по 15 вагонів цегли на добу, а річний обсяг виробництва досягав 9,8 тис. т. У 1928 році тут працювали 935 робітників, управляючим був Коротков С. Б. Для виробництва використовувалися кварці Очеретянського родовища, а також глини місцевого родовища. Від станції Красногорівка у Галицинівському напрямку було прокладено вузькоколійку. Штат працівників станції Красногорівка у 1924 році становив 12 осіб із загальною зарплатнею 282,32 крб.

## Сучасність
Приміське та вантажне сполучення на станції було припинено у 2014 році, після початку бойових дій на Донбасі. 16-кілометрова дільниця була пошкоджена снарядами від Красногорівки до залізничної станції Роя. З серпня 2021 року цю дільницю перевірили на міни та розчистили від чагарників.
26 листопада 2021 року ремонтні роботи на коліях силами працівників «Укрзалізниці» та Мар'їнської військово-цивільної адміністрації були завершені, що сприяло відновленню руху вантажних поїздів від станції Роя до Красногорівки. Рух вантажних поїздів на відновленій дільниці сприяє залученню додаткових коштів у бюджет громади. Також у перспективі, буде підвіз сировини до Красногорівського цегельного вогнетривкого заводу та реалізація готової продукції також залізничним транспортом. Що надалі дасть змогу працевлаштування більшої кількості працівників на завод та сплати коштів до місцевого бюджету Мар'їнської громади.